# Akademia WIT w Warszawie
Akademia WIT w Warszawie (dawniej: Wyższa Szkoła Informatyki Stosowanej i Zarządzania w Warszawie) – niepubliczna szkoła wyższa powstała w 1996 roku w Warszawie. Jej założycielem jest Fundacja Krzewienia Nauk Systemowych, która powstała z inicjatywy Prezesa Polskiej Akademii Nauk.
Od kilku lat powszechnie używana jest nazwa WIT Szkoła Wyższa pod auspicjami PAN.

## Władze[4]

### Rektor
- Rektor – prof. dr hab. inż. Maciej Krawczak

### Prorektorzy
- Prorektor ds. kształcenia – dr Barbara Mażbic-Kulma
- Prorektor ds. rozwoju – dr inż. Jarosław Sikorski

### Dziekani
- Dziekan Wydziału Informatyki – dr inż. Jarosław Sikorski
- Dziekan Wydziału Informatycznych Technik Zarządzania – dr Barbara Mażbic-Kulma
- Prodziekan Wydziału Informatyki – dr inż. Waldemar Jęda
- Prodziekan Wydziału Informatycznych Technik Zarządzania – dr Włodzimierz Kuzak

## Dydaktyka

### Wydział Informatyki
Wydział Informatyki WIT istnieje od 1997 roku. Obecnie kształci studentów na kierunkach: Grafika (licencjat i magister) i Informatyka (inżynier i magister). Studia prowadzone są w systemie stacjonarnym i niestacjonarnym. Na Wydziale działa również studium podyplomowe (niestacjonarne) oferujące zajęcia na specjalnościach: Inżynieria sieci teleinformatycznych oraz Grafika komputerowa.

### Wydział Informatycznych Technik Zarządzania
Wydział Informatycznych Technik Zarządzania istnieje od 1996 roku. Ma uprawnienia do prowadzenia studiów I stopnia (inżynierskich) i II stopnia (magisterskich) na kierunkach: Zarządzanie oraz Informatyczne Techniki Zarządzania. Wydział prowadzi również studia podyplomowe (niestacjonarne) na specjalnościach: Certyfikowany analityk systemów IT, Inspektor Ochrony Danych Osobowych oraz Zarządzanie Projektami.

### Organizacja
Zajęcia na uczelni prowadzi wykwalifikowana kadra dydaktyczna wywodząca się z Polskiej Akademii Nauk, a przede wszystkim z Instytutu Badań Systemowych PAN oraz najlepszych uczelni państwowych (ASP, UW, PW, WAT, SGH), a także menedżerów i informatyków pracujący w firmach i instytucjach.
Uczelnia dysponuje pomieszczeniami dydaktycznymi z dużą ilością sprzętu komputerowego. Ćwiczenia laboratoryjne prowadzone są w oparciu o oprogramowanie powszechnie stosowane przez firmy komercyjne. Dla studentów grafiki przygotowane są pracownie artystyczne (malarska i rzeźby).

## Rozwój uczelni[3]
- 29 maja 1996 r. – uprawnienie do prowadzenia studiów zawodowych na kierunku Informatyka i Zarządzanie
- 13 grudnia 2000 r. – uprawnienie do prowadzenia studiów magisterskich na kierunku Informatyka
- 15 stycznia 2003 r. – uprawnienie do prowadzenia studiów magisterskich na kierunku Zarządzanie
- 10 czerwca 2009 r. – uprawnienie do prowadzenia studiów I stopnia na kierunku Grafika
- 30 czerwca 2010 r. – uprawnienie do prowadzenia studiów I stopnia na kierunku Administracja
- 6 sierpnia 2012 r. – uprawnienie do prowadzenia studiów II stopnia na kierunku Grafika
- 8 października 2015 r. – uprawnienie do prowadzenia studiów I i II stopnia na kierunku Informatyczne Techniki Zarządzania
- 9 lutego 2023 r. – przyznanie uczelni kategorii naukowej A w dyscyplinie sztuki plastyczne i konserwacja dzieł sztuki, na podstawie decyzji Ministra Edukacji i Nauki nr 646/803/2022-1
- 15 października 2023 r. – zmiana nazwy uczelni z Wyższej Szkoły Informatyki Stosowanej i Zarządzania na Akademię WIT w Warszawie na podstawie decyzji Ministra Edukacji i Nauki (DSW-WUN.8016.67.2023.2.PD).